# 複素解析空間
複素解析空間（ふくそかいせきくうかん、英: complex analytic space）とは、同型を除いて一意的な"解析空間の構造"と呼ばれる構造が定義されたハウスドルフ空間を言う。曖昧さがあったそれまでのリーマン面の概念を整理するためにアンリ・カルタンによって導入された。

## 定義
X をハウスドルフ空間とし、X の開被覆を (Ui)i ∈ I とする。さらに、各 Ui 上の点に対し、複素平面 C の開集合 Ai (⊂ C) 上の点を対応させる位相同型な複素数値関数 zi : Ui → Ai が与えられているとする。次の連接条件を満たすとき、X に解析空間の構造が定義されると言う。
（連接条件）
i,j ∈ I, Ui ∩ Uj ≠ φ であるとき、C の開集合zj(Ui ∩ Uj) で正則かつ導関数が ≠ 0 であるような fij によって、Ui ∩ Uj 上 zi = fij(zj) が成り立つ。
ここで、ハウスドルフ空間 X とその上で定義された同型な解析空間の構造の類との組を解析空間（analytic space）と呼ぶ。

### 層を用いた定義
{\displaystyle \mathbb {C} } に値を持つ位相空間上の定数層を{\displaystyle {\underline {\mathbb {C} }}} で表す。{\displaystyle \mathbb {C} }-空間は、構造層が {\displaystyle {\underline {\mathbb {C} }}} の上の代数 (algebra) である局所環付き空間である。
複素アフィン空間 {\displaystyle \mathbb {C} ^{n}} の開集合 {\displaystyle U} を選び、{\displaystyle U} 上の有限個の正則函数 {\displaystyle f_{1},\dots ,f_{k}} を固定し、{\displaystyle X=V(f_{1},\dots ,f_{k})} をこれらの正則函数の共通の零点集合とする、つまり、{\displaystyle X=\{x\mid f_{1}(x)=\cdots =f_{k}(x)=0\}} とする。{\displaystyle X} 上の環の層を {\displaystyle {\mathcal {O}}_{X}} を {\displaystyle {\mathcal {O}}_{U}/(f_{1},\ldots ,f_{k})} の {\displaystyle X} への制限とする、ただし {\displaystyle {\mathcal {O}}_{U}} は {\displaystyle U} 上の正則函数の層である。すると局所環付き {\displaystyle \mathbb {C} }-空間 {\displaystyle (X,{\mathcal {O}}_{X})} は局所モデル空間となる。
複素解析空間 (complex analytic space) は、有限個の正則函数の零点集合の開部分集合である局所モデル空間に局所同相な局所環付き {\displaystyle \mathbb {C} }-空間 {\displaystyle (X,{\mathcal {O}}_{X})} である。
複素解析空間の射は、局所環付き空間の射として定義される。射は正則函数とも呼ばれる。